# Reiner Maurer
Pour les articles homonymes, voir Maurer.
Reiner Maurer  (né le 16 février 1960 à Mindelheim) est un ancien footballeur allemand reconverti en entraîneur.

## Carrière

### Joueur
Il commence le football dans les sections de jeunes du TSV Mindelheim et du FC Memmingen. Maurer joue par la suite au SpVgg Unterhaching puis, au début de la saison 1983-1984 il signe un contrat professionnel au FC Bayern München, pour lequel il joue 7 matchs de Bundesliga et deux matchs de Coupe d'Europe. Il joue son premier match au FCB le 20 août 1983 à l'occasion d'une victoire 3-1 face à l'Arminia Bielefeld.
En 1984-1985 il joue au VfB Stuttgart − où il joue 11 fois. De 1985 à 1987, il éveolue en 2. Liga où il dispute 25 rencontres (3 buts) pour le Karlsruher SC, puis 22 rencontres (1 butr) pour l'Arminia Bielefeld. De 1987 à 1989 il part à l'étranger, en Suisse, où il joue pour les Old Boys de Bâle. De retour en Allemagne, il signe au TSV 1860 München et est un acteur important de la remontée du club, qui retrouve la Bundesliga en 1994, après treize ans d'absence.

### Entraîneur
En 1997, il achève sa carrière au 1. FC Garmisch-Partenkirchen et "supervise" ensuite le 1. FC Miesbach puis le FC Memmingen, avant de devenir co-entraîneur du TSV 1860 de novembre 2001 à décembre 2004. Le 5 décembre 2004, il est nommé comme entraîneur de l'équipe première. Bien qu'il amène le club à la quatrième place, à quelques points d'une promotion en Bundesliga, il reste comme étant l'entraîneur ayant obtenu les meilleurs résultats au TSV depuis la relégation du club. Le 22 janvier 2006, le président Karl Auer se sépare de lui.